# Абросимівка (Новгородська область)
Абросимівка (рос. Абросимовка) — присілок у Боровицькому районі Новгородської області Російської Федерації. 
Населення становить 15 осіб. Належить до муніципального утворення Травковське сільське поселення.
Постійне населення села на 1 січня 2011 року — 31 житель, господарств — 14.

## Географія
Село розташоване на Валдайській височині, на висоті 168 м над рівнем моря, на річці Круппа, у її верхів'ї; на південь від села Перхово та на захід від села Сутоко-Рядок, з якою Абросимівка з'єднана автодорогою.

## Історія
До 1927 року населений пункт перебував у складі Новгородської губернії. У 1927-1944 роках перебував у складі Ленінградської області.
Орган місцевого самоврядування від 2010 року — Травковське сільське поселення.

## Населення
| 2010 |
| ---- |
| 15   |